# Ward Hayes
Pour les articles homonymes, voir Hayes.
Ward Hayes (né le 7 septembre 1894 en Floride et mort le 26 janvier 1925  en Californie) est un réalisateur et scénariste de cinéma américain muet.

## Filmographie partielle

### Comme réalisateur
- 1923 : Sables chauds (en) (Scorching Sands)
- 1925 : Les rois de la colle (en) (Stick Around)
- 1925 : Rivals (en)

### Comme scénariste
- 1925 : Les rois de la colle (en) (Stick Around)